# Роман Вайденфелер
Роман Вайденфелер (на немски: Roman Weidenfeller, роден на 6 август 1980 в Диез, Западна Германия) е бивш германски футболист, играл като вратар.

## Клубна кариера

### Ранна кариера
Вайденфелер започва кариерата си в отбора на Шпортфройнде Айбахтал. Професионалния си дебют за отбора прави през 1997 година.

### Кайзерслаутерн
През 1998 г. е привлечен в юношеските формации на Кайзерслаутерн, където записва 40 участия за два сезона. След това се присъединява към първия отбор, но участва едва в 6 срещи за два сезона.

### Борусия Дортмунд
През лятото на 2002 г. Вайденфелер преминава в Борусия Дортмунд със свободен трансфер, като от него се очаква да замести напусналия през 2003 г. в посока Арсенал Йенс Леман. В Кайзерслаутерн Роман е недоволен от ролята си на резерва на Георг Кох.
През 2005 г. Вайденфелер претърпява контузия на менискуса на левия крак.
През сезон 2010/11 Вайденфелер е важна част от отбора на Дортмунд, който става шампион.
През сезон 2011/12 Вайнденфелер печели дубъл, спечелвайки Първа Бундеслига и Купата на Германия. На финала за купата Вайндефелер е сменен в 34-тата минута от Митчъл Лангерак, а Борусия побеждава Байерн Мюнхен с 5-2.
През сезон 2012/13 е важна част от отбора на Борусия, който стига до финала на турнира Шампионска лига. Вайденфелер взима участие във финала срещу Байерн Мюнхен, който е загубен с 2-1.

## Национален отбор
Вайденфелер взима участие на Световно първенство до 17 години заедно с отбора на Германия. Записва три мача и за националния отбор на Германия до 21 години.

## Успехи

### Клубни
- Първа Бундеслига: 2

2010/11, 2011/12
- Купа на Германия:1

2011/12